# Gao (Kreis)

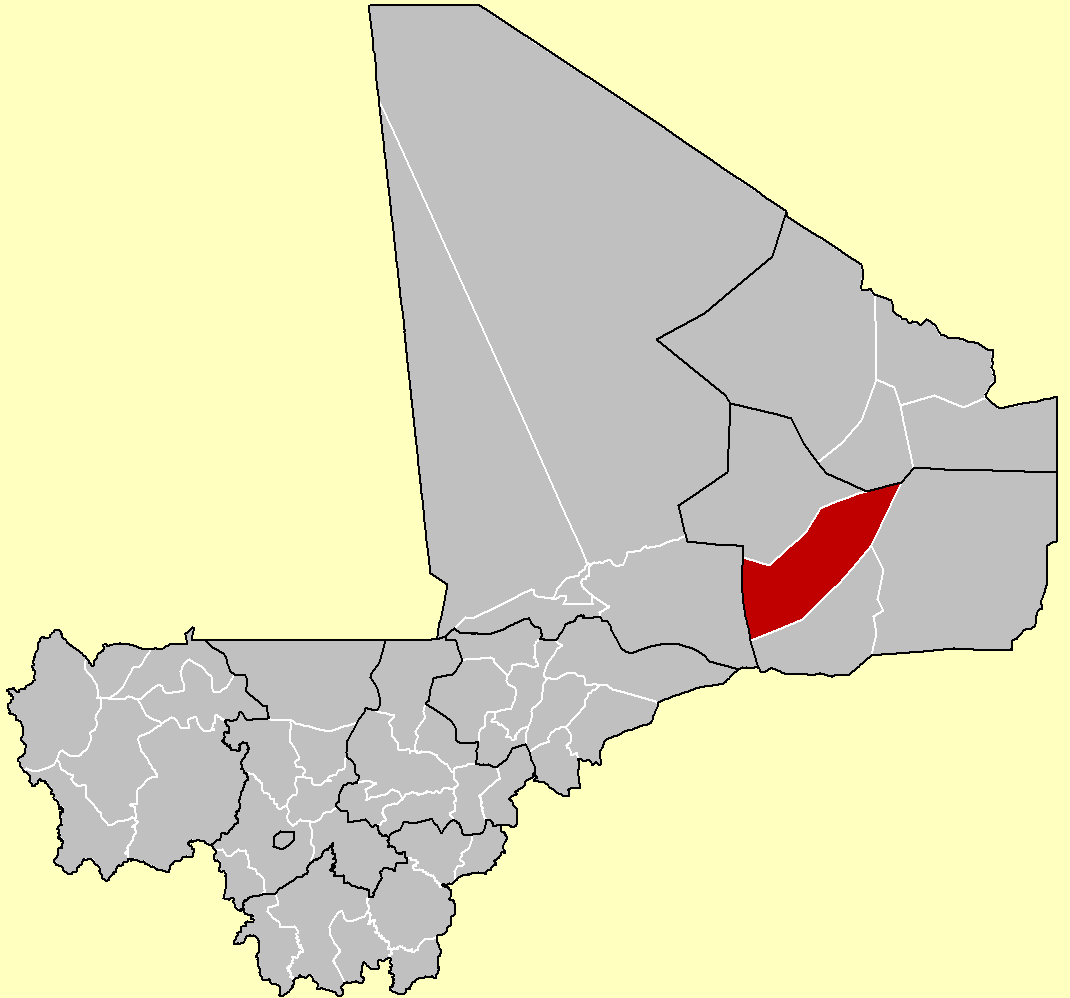
Kreis Gao

Gao ist der Name eines Kreises (franz. cercle de Gao) in der gleichnamigen Region Gao in Mali.
Der Kreis wird in sieben Gemeinden untergliedert: Gao (Hauptort), Anchawadi, Gabero, Gounzoureye, N’Tillit, Sony Aliber und Tilemsi.
Die Einwohnerzahl betrug 239.853 Einwohner zum Zensus 2009, auf einer Fläche von 31,250 km².